# Loizé
Loizé is een plaats in het Franse departement Deux-Sèvres in de gemeente Alloinay.

## Geschiedenis
Op 1 januari 1973 fuseerde de gemeente met Gournay in een fusion-association tot de de gemeente Gournay-Loizé. Dit hield in dat Loizé als commune associée nog enige mate van zelfstandigheid behield. Op 1 januari 2017 fuseerde Gournay-Loizé met het aangrenzende Les Alleuds tot de commune nouvelle Alloinay.